# ماري لورانس (ممثلة)
ماري لورانس (بالإنجليزية: Mary Lawrence)‏ هي ممثلة أمريكية، ولدت في 17 مايو 1918 في لورين في الولايات المتحدة، وتوفيت في 24 سبتمبر 1991 في لوس أنجلوس في الولايات المتحدة بسبب ذات الرئة.

## وصلات خارجية
- ماري لورانس (ممثلة) على موقع IMDb (الإنجليزية)
- ماري لورانس (ممثلة) على موقع قاعدة بيانات الفيلم (الإنجليزية)